# Glucosetransporter

β-D-Glucose(Traubenzucker)-Molekül

Glucosetransporter (GLUT, SLC2A) sind bestimmte transmembranäre Transportproteine, die den Transport von Glucose oder Fructose durch die Zellmembran katalysieren. Es handelt sich um trägerproteinvermittelte Uniports, wobei der Konzentrationsgradient von Glucose die für den Transport benötigte Energie bereitstellt.
Alle GLUTs sind Mitglieder der Zuckertransporter in der Major-Facilitator-Superfamilie von Membrantransport-Proteinen. Sie weisen zwölf Transmembrandomänen auf.

## Struktur
Bislang sind 14 verschiedene Transporter vom GLUT-Typ bekannt, die in drei Klassen unterteilt werden. Jeder GLUT besteht aus insgesamt zwölf amphiphilen Transmembrandomänen, die sich so in der Plasmamembran anordnen, dass die hydrophoben Anteile nach außen in die Membran binden und in der Mitte eine hydrophile Pore für Glucose entsteht. Dabei liegen Amino-Terminus und Carboxyl-Terminus auf zytosolischer Seite (intrazellulär). Die Bindung von Glucose verursacht eine Konformationsänderung, durch die das Molekül zur anderen Seite transportiert wird („rocker-switch“, Kippbewegung). Der Transportzyklus kann mithilfe des two-state four-step-Modells beschrieben werden.

## Typen und Entwicklung
Aufgrund von Gemeinsamkeiten in der Aminosäurensequenz werden die GLUTs in drei Klassen eingeteilt. GLUT1 und GLUT3 sind auch für Dehydroascorbat durchlässig. GLUT5 transportiert hauptsächlich Fructose und GLUT9 Harnsäure.
Aufgrund der Aminosäurensequenzen inzwischen bekannter GLUTs kann geschlossen werden, dass GLUTs vom Typ 3 die ältesten GLUTs sind; sie sind wahrscheinlich mit den Eukaryoten entstanden und man findet Orthologe von ihnen auch bei den Pflanzen. Mit der Entwicklung der Chordatiere entstanden zusätzlich durch Genkopie die GLUTs vom Typ 2. Eine weitere Genverdopplung im Zuge der Euteleostomi brachte schließlich GLUTs vom Typ 1, wobei GLUT-14 als jüngste Entwicklung mit den Primaten aus einer Kopie von GLUT-3 entstand.

### Typ 1
| Bezeich- nung | Beschreibung | Gen     | Phänotypen |
| ------------- | --- | ------- | --- |
| GLUT1         | GLUT1 ist der am weitesten verbreitete Typ und kommt in vielen Säugerzellen vor. Vor allem in den Zellen des ZNS und den Erythrozyten ist dieser Typ häufig anzutreffen, weshalb man davon ausgeht, dass ihm eine besondere Funktion bei der Nährstoffversorgung dieser glucoseabhängigen Zellen zukommt. Er ist ein insulinunabhängiger Transporter, sein KM-Wert liegt bei 1,5 mmol·l−1. Daher zeigt er eine hohe Affinität zu Glucose und ist unter physiologischen Bedingungen nahezu gesättigt. So ist eine ständige Aufnahme von Glucose in die Zelle sichergestellt. In vielen Lehrbüchern hat sich bis jetzt die falsche Meinung gehalten, die humanen β-Zellen des Pankreas würden wie die der Ratte oder Maus GLUT2 exprimieren. Tatsächlich ist es der Glucosetransporter GLUT1. Durch die Glucoseaufnahme wird die Insulinsynthese und -freisetzung in den β-Zellen aktiviert. Dies geschieht durch eine ATP-vermittelte Hemmung (Glucoseabbau führt zum ATP-Aufbau) von Kaliumkanälen mit nachfolgender Depolarisation, welche spannungsabhängige Calciumkanäle öffnet. Der Calciumeinstrom führt zur Exocytose der Insulin-Vesikel. | SLC2A1  | Dystonie Typ 9, GLUT1-Defizit-Syndrom 1, GLUT1-Defizit-Syndrom 2, Kryohydrozytose mit reduziertem Stomatin, Idiopathische generalisierte Epilepsie |
| GLUT2         | Er kommt in Hepatozyten, in der Darmmukosa und in den Epithelzellen der Niere vor. Der Transporter ist ebenfalls insulinunabhängig, besitzt aber nur eine geringe Glucoseaffinität (KM zwischen 17 und 66 mmol·l−1). Infolgedessen ist die Glucoseaufnahme abhängig vom Blutzuckerspiegel. Dadurch wird der Glykogenabbau der Leber gehemmt. | SLC2A2  | Fanconi-Bickel-Syndrom, Nicht-Insulinabhängiger Diabetes mellitus                                                                                  |
| GLUT3         | GLUT3 kommt vor allem, aber nicht nur in Nervenzellen des Gehirns vor. Durch die geringere KM im Vergleich zu GLUT2 wird eine ausreichende Glucoseaufnahme auch bei niedrigen Blutzuckerspiegeln gewährleistet. Er ist insulinunabhängig und dient als Grundversorgung des ZNS. | SLC2A3  | — |
| GLUT4         | GLUT4 kommt in Fettzellen und in allen gestreiften Muskelzellen (Skelettmuskelzellen und Herzmuskelzellen) vor. Der Transporter ist insulinabhängig, besitzt eine hohe Affinität und wird intrazellulär in der Membran von Vesikeln gespeichert. Steigt der Blutzuckerspiegel an, steigt auch der Insulinspiegel. Insulin vermittelt die Fusion der Vesikel mit der Plasmamembran, sodass der Blutzuckerspiegel durch Aufnahme von Glucose in die Zellen wieder gesenkt werden kann. Danach werden die Transporter durch Endozytose wieder aufgenommen und können erneut verwendet werden. In den Fettzellen kann die Glucose dann ins Triacylglycerin umgewandelt, in Muskelzellen in Form von Glykogen, gespeichert werden. GLUT4 hat demnach die Funktion einer bedarfsorientierten Glucoseversorgung. | SLC2A4  | — |
| GLUT14        | Kommt ausschließlich im Hoden vor und hat strukturell große Ähnlichkeit mit GLUT3. | SLC2A14 | — |

### Typ 2
| Bezeich- nung | Beschreibung | Gen     | Phänotypen   |
| ------------- | --- | ------- | ------------ |
| GLUT5         | Dieser Typ ist kein reiner Glucose-, sondern ein Fructosetransporter und kommt vor allem in den Spermatozoen, im Intestinaltrakt und in der Niere vor. | SLC2A5  | —            |
| GLUT7         | Dieser Transporter dient dem Transport der in der Gluconeogenese in der Leber entstandenen Glucose aus den Zellen in das Blut. Dafür muss zunächst Glucose-6-phosphat durch die am Endoplasmatischen Retikulum lokalisierte Glucose-6-phosphatase dephosphoryliert werden. | SLC2A7  | —            |
| GLUT9         | GLUT-9 ist hauptsächlich in den Nierentubuli anzutreffen, wo er Harnsäure rückresorbiert. In geringerem Maß werden zwei Isoformen in mehreren anderen Gewebetypen exprimiert und können zusätzlich geringe Mengen Fructose und Glucose transportieren.                     | SLC2A9  | Hypourikämie |
| GLUT11        | Über diesen Glucosetransporter ist lediglich bekannt, dass er in drei Isoformen in Herz- und Skelettmuskelzellen exprimiert wird. | SLC2A11 | —            |

### Typ 3
| Bezeich- nung | Beschreibung | Gen     | Phänotypen                  |
| ------------- | --- | ------- | --------------------------- |
| GLUT6         | GLUT-6 wird im Gehirn, der Milz und in peripheren Leukozyten exprimiert.                                                         | SLC2A6  | —                           |
| GLUT8         | GLUT-8 transportiert in Hodenzellen kompetitiv Glucose und Fructose. Seine Expression wird durch Estrogen gehemmt.               | SLC2A8  | —                           |
| GLUT10        | In vielen Gewebetypen exprimiert, besonders aber in Leber und Pankreas, hat dieser GLUT ein Km = 0,28 mM für 2-Desoxy-D-Glucose. | SLC2A10 | Arterial-Tortuosity-Syndrom |
| GLUT12        | GLUT-12 ist ein Membranprotein in der perinukleären Region von Muskelzellen, solange Insulin abwesend ist.                       | SLC2A12 | —                           |

## Funktion
Monosaccharide wie Glucose sind sowohl in Wasser als auch im Blut gut löslich (polar) und können daher problemlos über das Blut zu den Zielzellen transportiert werden. Die (apolare) Lipiddoppelschicht der Zellen ist für Glucose aber nur schwer durchlässig, weshalb es in den Plasmamembranen Glucosetransporter gibt, die eine erleichterte Diffusion ermöglichen. Sie arbeiten ohne Energieverbrauch rein aufgrund des chemischen Gradienten für Glucose.
Damit dieses notwendige Konzentrationsgefälle zwischen Intrazellularraum und Extrazellularraum aufrechterhalten wird, reagiert die Glucose nach Eintritt ins Zytosol zu Glucose-6-phosphat (G6P), was durch die Hexokinase (verschiedene Isoformen) katalysiert wird. G6P ist Ausgangsprodukt der Glykolyse, des Pentosephosphatweges und der Glykogensynthese.
GLUT1, GLUT3 und GLUT4 sowie die Hexokinase IV sind die Traubenzucker-Grundversorger des Organismus, die selbst bei niedrigem Blutzuckerspiegel noch effizient arbeiten, da sie ein niedriges Km haben (und daher eine hohe Affinität). Wichtig ist, dass die Menge an Glucose, die in der Zelle verstoffwechselt wird, ausschließlich von der Hexokinase-Menge in der Zelle abhängt und nicht vom Blutzuckerspiegel.
GLUT2 und die Glucokinase dagegen sind in ihrer Aktivität abhängig von der Blutzuckerkonzentration, da sie eine niedrige Affinität besitzen (hohes Km). Das bedeutet, dass die Aufnahme von Glukose nur dann erfolgt, wenn eine Hyperglykämie besteht. Sie dienen somit als eine Art Glucosesensor. Gibt es einen Glucosemangel, ist damit zuerst die Versorgung der Organe und der Muskulatur (von besonderer Wichtigkeit ist die Versorgung der Erythrozyten und des ZNS mit Glucose, da diese auf eine Mindestglucosekonzentration angewiesen sind) sichergestellt, bevor Glucose in den Leberzellen oder den Fettzellen gespeichert wird.
Die Glucokinase im Pankreas sorgt dafür, dass in Abhängigkeit von der Blutzuckerkonzentration ausreichend Insulin hergestellt und sezerniert wird. Wäre in diesen Zellen die Hexokinase lokalisiert, so wären die β-Zellen völlig unangepasst und würden ständig Insulin ausschütten.
Die meisten Zellen sind nicht in der Lage, freie Glucose selbst zu synthetisieren, da ihnen die Glucose-6-Phosphatase fehlt. Sie sind somit auf eine Versorgung durch das Blut angewiesen. Lediglich Hepatozyten und bedingt Darm- und Nierenzellen sind in der Lage, Gluconeogenese zu betreiben.

## Medizinische Bedeutung
Defekte in GLUTs können mehrere seltene Erbkrankheiten verursachen.
- Das GLUT1-Defizit-Syndrom, eine autosomal-dominante Erbkrankheit wird durch einen Defekt in GLUT1 verursacht.
- Durch Gendefekte hervorgerufener GLUT-2-Mangel führt zum so genannten Fanconi-Bickel-Syndrom.[11]
- Bestimmte Symptome in einem Teil der Patienten, die an Diabetes mellitus Typ 2 leiden, konnten mit Mutationen in GLUT-2 in Verbindung gebracht werden.[12]
- Mutationen im für GLUT-9 codierenden Gen sind für eine erbliche Form der Hypourikämie verantwortlich.[13]
- Defekte in GLUT-10 verursachen eine Krankheit, die mit Überdehnbarkeit der Arterien und der Bindegewebe einhergeht (arterial tortuosity syndrome, ATS).[14]